# 小野島大
小野島 大（おのじま だい、1956年12月15日 - ）は、日本の音楽評論家。1996年 - 2009年まで、西武百貨店池袋コミュニティカレッジで「音楽ライター養成講座」講師。2013年 - 15年,17年『音小屋』音楽ライターコース講師。

## 経歴
- 1956年、大阪生まれ。
- 1989年、フリーランスのライターとして活動開始。

## 著書

### 単著
- 『音楽ライター養成講座』（音楽之友社、2000年）
- 『ロックがわかる超名盤100』（音楽之友社、2005年）
- 『NEWSWAVEと、その時代』（エイベックス、刊行年不明、電子書籍）
- 『音楽配信はどこへ向かう?』（インプレス、2013年、電子書籍）

### 共編著
- 『ロック・オルタナティヴ』（音楽之友社、1994年、編著）
- 『NU SENSATIONS 日本のオルタナティヴ・ロック1978-1998』（ミュージック・マガジン、1998年、監修）
- 『200 CD ヘヴィ・ロック』（立風書房、2003年、編著）
- 『UK NEW WAVE』（シンコーミュージック・エンタテイメント、2003年、監修）
- 『フィッシュマンズ全書』（小学館、2006年、編著）